# Сметанный продукт
Сметанный продукт — молокосодержащий продукт с заменителем молочного жира, произведенный по технологии сметаны.

## Причины создания продукта
Ввиду ограниченности отечественной[уточнить] сырьевой базы молока, на сегодняшний день развитие ассортимента молочной продукции и введение в его состав новых наименований проводятся по нескольким направлениям:
- расширение ассортимента функциональных продуктов питания с комбинированным составом;
- увеличение производства товаров с продолжительным сроком хранения;
- переработка всех составных компонентов молока;
- беспрепятственное применение инноваций в сфере расфасовки и упаковки;
- развитие ассортиментной линии;
- непрерывный мониторинг качества выпускаемого продукта[2].

Данные тенденции привели к разработке линейки кисломолочных продуктов с заменителями молочного жира по технологии сметаны, сыра, творога.
Современные технологии позволяют замещать в составе животные жиры композициями из растительных масел. Это снижает себестоимость, а также минимизирует содержание избыточных насыщенных жирных кислот и холестерина.
Комбинирование молочного и растительного сырья обеспечивает потенциальную возможность взаимного обогащения продукта за счет входящих в состав растительных масел эссенциальных жирных кислот и позволяет создавать продукты сбалансированного состава.

## Сырьё и состав «сметанного продукта»
«Сметанные продукты» изготавливаются из пастеризованной нормализованной смеси молока и/или молочных продуктов и заменителя молочного жира, допускается использование белка немолочного происхождения (не в целях замены молочного белка), с использованием заквасочных микроорганизмов. Для производства «сметанного продукта» также используют пищевые добавки (загустители, ароматизаторы, стабилизаторы). «Сметанные продукты» должны содержать в сухих веществах готового продукта не менее 20 % сухих веществ молока (то есть молочных продуктов в «сметанном продукте» должно быть не менее 20 г на 100 г продукта).
Типичный состав «сметанного продукта»: нормализованные сливки, заменитель молочного жира, закваска. Массовая доля молочного жира в жировой фазе «сметанного продукта» не превышает 50 %.
По вкусу, запаху и консистенции «сметанный продукт» идентичен сметане. Неискушенный потребитель скорее всего не сможет сенсорно определить, какой продукт перед ним находится: сметана или «сметанный продукт». «Сметанный продукт» имеет аналогичный чистый кисломолочный вкус с выраженными привкусом и запахом, свойственными данному продукту. Консистенция должна быть однородной, в меру густой, без крупинок жира и белка.
| Состав сметаны             | Состав «сметанного продукта»               |
| -------------------------- | ------------------------------------------ |
| Сливки из коровьего молока | Пастеризованные сливки из коровьего молока |
| Молочный жир               | Молочный жир и его заменители              |
| Закваска                   | Закваска                                   |

## Технология производства
Традиционный метод производства сметаны заложен в самом наименовании. По мнению языковедов, слово образовано от глагола «сметать» (сбрасывать или снимать). С коровьего молока сливается жирный верхний слой сливок. Затем «сметается» еще один слой менее жирных сливок с молоком, добавляется закваска. После этого кислые жидкие сливки оставляют созревать. Созревание происходит при 5 °C в течение 24 — 48 часов. Готовая сметана не проходит этап пастеризации и может храниться от 3 до 14 дней при температурном режиме +4±2 °C.
В состав «сметанного продукта» входят пастеризованные сливки, которые хранятся дольше без потери вкусовой и витаминной ценности.
Производство «сметанного продукта» повторяет классическую технологию производства сметаны. «Сметанный продукт» вырабатывают резервуарным и термостатным способами. Эти способы различаются между собой только методом сквашивания сливок.
При резервуарном способе подготовленные заквашенные сливки сквашивают в крупных емкостях (резервуарах, ваннах). Образовавшийся при сквашивании сгусток перемешивается и фасуется в потребительскую или транспортную тару, после чего направляется в холодильную камеру для охлаждения и созревания.
При термостатном способе производства «сметанного продукта» сливки после заквашивания в емкости немедленно фасуют в потребительскую тару и сквашивают в термостатной камере, а затем направляют в холодильную камеру.
Наиболее распространенный способ производства — резервуарный.
Технологические схемы производства сметаны и «сметанного продукта» включают одинаковые технологические операции. Однако необходимо отметить некоторые отличия. Так, особенностью производства «сметанного продукта» является приготовление сливочно-растительной эмульсии.
Из состава рецептуры следует, что при производстве «сметанного продукта», кроме молочного сырья, используют заменитель молочного жира.
Технологический процесс производства «сметанного продукта» резервуарным способом с использованием ЗМЖ включает следующие этапы:
1. Подготовка сырья. В качестве сырья используют молоко, сливки, сухое восстановленное молоко, обрат, заменитель молочного жира (ЗМЖ). Молоко должно иметь плотность не менее 1027 кг/м3, температуру — не выше 10 °С, кислотность — не более 18 °Т.
2. Получение молочно-растительной эмульсии. ЗМЖ подогревают до температуры (65±5) °С и подают в резервуар. Цельное или обезжиренное, свежее или восстановленное молоко подогревают до температуры (65±5) °С и направляют в резервуар, снабженный мешалкой для смешивания с ЗМЖ. Смесь эмульгируют при температуре (65±5) °С в течение (10±2) мин по схеме «емкость — насос» (центробежный насос — 25 м3, эмульсор, насос-эмульгатор). Температура компонентов при смешивании не должна отличаться более чем на 5 °С.
3. Нормализация сливок. В зависимости от рецептуры, требуемой массовой доли жира вырабатываемого продукта, смесь растительно-молочных сливок нормализуют цельным или обезжиренным молоком, молочными сливками. Необходимую жирность нормализованных сливок устанавливают с учетом массовой доли вносимой закваски вида молока, на котором она приготовлена (цельное, обезжиренное).
4. Составление смеси молочных сливок и молочно-растительной эмульсии. Сливки молочные и молочно-растительная эмульсия смешиваются в резервуаре, снабженном мешалкой, непосредственно перед пастеризацией и гомогенизацией в пропорции, определяемой рецептурой продукта.
5. Пастеризация смеси. Смесь пастеризуют при температуре (86±2) °С с выдержкой (6±2) мин или при температуре (94±2) °С с выдержкой (20±5) с. Эффективность пастеризации должна быть не ниже 98,9 — 99,4 %. Необходимо учитывать, что высокие температуры могут вызывать нежелательные физико-химические изменения белковой системы молока, углеводов, некоторых витаминов, приводящие к нарушению его коллоидной стабильности, снижению биологической ценности, ухудшению вкуса и запаха. Поэтому при всех видах тепловой обработки необходимо соблюдать температурные и временные параметры.
6. Гомогенизация смеси. Эффективность гомогенизации зависит, главным образом, от применяемых давления и температуры, а также от содержания жира в продукте. Оптимальные режимы гомогенизации сливок неодинаковы для разных видов «сметанного продукта». Чем выше жирность вырабатываемого «сметанного продукта», тем меньше величина применяемого давления гомогенизации сливок. С повышением массовой доли жира и сухих веществ продукта температура гомогенизации должна быть выше, что обусловлено его повышенной вязкостью. Гомогенизацию смеси осуществляют на двухступенчатых плунжерных гомогенизаторах любых типов при давлении первой ступени (13,5±2,5) МПа, второй ступени — (2,5±0,5) МПа.
7. Заквашивание и сквашивание смеси. Процесс заквашивания и сквашивания смеси осуществляют в резервуарах, имеющих охлаждающие рубашки и мешалки, рассчитанные на перемешивание продукта повышенной вязкости. Для выработки продукта используют закваску: прямого внесения; производственную — приготовленную на мезофильных молочнокислых стрептококах с температурой заквашивания (25-30)±1 °С; приготовленную на мезофильных и термофильных молочнокислых стрептококках с температурой заквашивания (39±1) °С.
Смесь сквашивают до образования сгустка и достижения кислотности (60±10) °Т. Время процесса сквашивания не должно превышать 16 ч.
Стабилизаторы применяются для связывания влаги и улучшения консистенции в готовом «сметанном продукте».
8. Перемешивание сквашенной смеси. Смесь перемешивают до получения однородной консистенции в течение 3 — 15 мин. Допускается охлаждение сквашенных сливок до температуры (17±2) оС путем пуска в рубашку резервуара холодной воды и перемешивания сгустка через каждый час в течение 3 — 5 мин.
9. Фасование. «Сметанный продукт» с температурой (24±8) °С направляют на фасовку.
10. Упаковывание и маркировка. Упаковку и маркировку «сметанного продукта» производят в соответствии с требованиями технических условий. После упаковки продукт направляют на охлаждение и созревание.
11. Охлаждение и созревание. «Сметанный продукт» охлаждают в хладостатных камерах до температуры (4±2) °С. Одновременно с охлаждением происходит его созревание, после чего технологический процесс считается законченным, а продукт — готовым к реализации.

## Законодательное регулирование
Массовое производство «сметанного продукта» началось в конце 90-х годов. Тогда и закрепилось его название. Но с законодательной точки зрения впервые эти продукты в отдельную пищевую категорию были выделены в Федеральном законе от 12 июня 2008 г. № 88-ФЗ «Технический регламент на молоко и молочную продукцию», где «сметанный продукт» был отнесен к сквашенным молокосодержащим продуктам.
Молокосодержащий продукт — пищевой продукт, произведенный из молока, и (или) молочных продуктов, и (или) побочных продуктов переработки молока и немолочных компонентов, в том числе немолочных жиров и (или) белков, с массовой долей сухих веществ молока в сухих веществах готового продукта не менее чем 20 %.
Сквашенный продукт — молочный или молочный составной кисломолочный продукт, термически обработанный после сквашивания, или молокосодержащий продукт, произведенный в соответствии с технологией производства кисломолочного продукта и имеющий сходные с ним органолептические и физико-химические свойства.
Федеральный закон от 22 июля 2010 г. № 163-ФЗ "О внесении изменений в Федеральный закон «Технический регламент на молоко и молочную продукцию» внёс уточнения в определение по степени замены молочного жира на растительный:
«Молокосодержащий продукт — пищевой продукт, произведенный из молока, и (или) молочных продуктов, и (или) побочных продуктов переработки молока и немолочных компонентов в соответствии с технологией, которой предусматривается замена молочного жира в количестве его массовой доли не более чем 50 процентов от жировой фазы исключительно заменителем молочного жира и допускается использование белка немолочного происхождения не в целях замены молочного белка, с массовой долей сухих веществ молока в сухих веществах готового продукта не менее чем 20 процентов».
Данные Федеральные законы были отменены, а Технический регламент Таможенного союза от 9 октября 2013 г. 033/2013 «О безопасности молока и молочной продукции», и последовавшее за ним Решение № 102 от 10 ноября 2017 г "О внесении изменений в технический регламент Таможенного союза «О безопасности молока и молочной продукции», окончательно классифицировало данные продукты как:
«Молокосодержащий продукт с заменителем молочного жира — продукт переработки молока, произведенный из молока, и (или) его составных частей, и (или) молочных продуктов, и (или) побочных продуктов переработки молока и немолочных компонентов, по технологии производства молочного продукта или молочного составного продукта с замещением молочного жира в количестве не более 50 процентов от жировой фазы исключительно заменителем молочного жира и допускающей использование белка немолочного происхождения не в целях замены молочного белка, с массовой долей сухих веществ молока в сухих веществах готового продукта не менее 20 процентов».
В том же Техническом регламенте прописаны чёткие требования к формированию названия данной группы продуктов:
«Молокосодержащий продукт с заменителем молочного жира сквашенный — молокосодержащий продукт с заменителем молочного жира, произведенный в соответствии с технологией производства кисломолочного продукта и имеющий сходные с ним органолептические и физико-химические свойства, с последующей термической обработкой или без нее. Для продукта, не подвергнутого термической обработке после сквашивания — с сохранением состава и количества микрофлоры закваски, определяющих вид соответствующего кисломолочного продукта». В настоящее время под «сметанным продуктом» подразумевается именно эта категория продуктов.